# S-mode 2
S-mode #2 é a segunda coletânea de Masami Okui. Foi lançado em 25 de fevereiro de 2004 pela King Records e possui 21 faixas divididas em dois CDs.

## Produção
Seguindo o modelo de sua primeira coletânea, S-mode #1, Okui distribuiu as canções em dois CDs, contendo músicas lançadas previamente em singles para animes.

## Recepção
O álbum ficou duas semanas no Oricon Albums Chart, chegando à 50ª posição.

## Faixas
| CD1            |                                                                 |                |                     |                                |         |  |
| N.º            | Título                                                          | Letras         | Música              | Arranjo                        | Duração |  |
| 1.             | "Shake it" (de Soreyuke! Uchuu Senkan Yamamoto Yohko)           | M. Okui        | M. Okui             | Toshiro Yabuki e Tsutomu Ohira | 4:59    |  |
| 2.             | "Jama wa Sasenai" (de Slayers NEXT)                             | M. Okui        | M. Okui e T. Ohira  | T. Ohira                       | 4:43    |  |
| 3.             | "naked mind" (de Slayers N>EX)                                  | M. Okui        | T. Yabuki           | T. Yabuki                      | 4:15    |  |
| 4.             | "J" (de Shoujo Kakumei Utena)                                   | M. Okui        | T. Yabuki           | T. Yabuki                      | 4:41    |  |
| 5.             | "Rondo Revolution"                                              | M. Okui        | T. Yabuki           | T. Yabuki                      | 4:35    |  |
| 6.             | "Sou da, Zettai." (de Soreyuke! Uchuu Senkan Yamamoto Yohko II) | M. Okui        | T. Yabuki           | T. Yabuki                      | 4:35    |  |
| 7.             | "Birth" (de Cyber Team in Akihabara)                            | M. Okui        | M. Okui e T. Yabuki | T. Yabuki                      | 4:25    |  |
| 8.             | "Aka" (de Cyber Team in Akihabara)                              | M. Okui        | T. Yabuki           |                                | 4:53    |  |
| 9.             | "Never die" (de Slayers Excellent)                              | M. Okui        | T. Yabuki           | T. Yabuki                      | 4:16    |  |
| 10.            | "Key" (de Cyber Team in Akihabara)                              | M. Okui        | T. Yabuki           | T. Yabuki                      | 3:48    |  |
| 11.            | "Energy ~be-show ver.~" (de Uchuu no Kishi Tekkaman Blade II)   | M. Okui        | M. Okui             | Nozomu Kanow                   | 4:53    |  |
| Duração total: | Duração total:                                                  | Duração total: | Duração total:      | Duração total:                 | 50:07   |  |

| CD2            |                                                            |                |                |                |         |  |
| N.º            | Título                                                     | Letras         | Música         | Arranjo        | Duração |  |
| 1.             | "Lonely Soul" (de Soreyuke! Uchuu Senkan Yamamoto Yohko)   | M. Okui        | T. Ohira       | T. Ohira       | 5:03    |  |
| 2.             | "Niji no You ni" (de Slayers N>EX)                         | M. Okui        | M. Okui        | T. Ohira       | 4:36    |  |
| 3.             | "spirit of the globe" (de Jungle de Ikou!)                 | M. Okui        | M. Okui        | T. Ohira       | 4:41    |  |
| 4.             | "I can't..." (de Shoujo Kakumei Utena)                     | M. Okui        | T. Yabuki      | T. Yabuki      | 5:37    |  |
| 5.             | "Precious wing" (de Soreyuke! Uchuu Senkan Yamamoto Yohko) | M. Okui        | T. Yabuki      | T. Yabuki      | 5:41    |  |
| 6.             | "Himawari" (de Cyber Team in Akihabara)                    | M. Okui        | M. Okui        | T. Yabuki      | 4:34    |  |
| 7.             | "Koishimasho Nebarimasho" (de Cyber Team in Akihabara)     | M. Okui        | T. Yabuki      | T. Yabuki      | 4:15    |  |
| 8.             | "Naritai" (de Slayers Excellent)                           | M. Okui        | T. Yabuki      | T. Yabuki      | 3:47    |  |
| 9.             | "Te no Hira no Kakera" (de Cyber Team in Akihabara)        | M. Okui        | T. Yabuki      | T. Yabuki      | 4:31    |  |
| 10.            | "Memorial Song" (de Memorial Song, cover de Iizuka Mayumi) | M. Okui        | M. Okui        | M. Okui        | 4:48    |  |
| Duração total: | Duração total:                                             | Duração total: | Duração total: | Duração total: | 47:29   |  |